# Base aérienne d'Okhtyrka
La base aérienne d'Okhtyrka est une base militaire située près de la ville d'Okhtyrka, dans le raïon d'Okhtyrka, en Ukraine.

## Présentation
Créée lors de l'Union soviétique elle fut cédée à la Force aérienne ukrainienne, utilisée par le 809e régiment d'entrainement d'aviation qui utilisent des Aero L-39 Albatros. En 2004 la base est désaffectée.
Lors du conflit de 2022 elle est bombardée le 28 février.

### Situation
| Berdiansk Oujhorod Brody Ouman Kanatove Konotop Djankoï Tchouhouïv Kryvyï Rih Donetsk Sébastopol DniproVesseloïeBaheroveHorodokChersonèseGvardeïskoïeKatchaIvano-Frankivsk Izmaïl JovtneveJytomyr Koulbakino Kharkiv · Charcovie Khmelnytskyï Kherson KrementchoukKiev/Kyïv · Jouliany Kiev/Kyïv · Boryspil Kryvyï Rih Kolomya Loutsk Louhansk LvivMarioupol Mykolaïv Myrhorod Nijyn Odessa Poltava Rivne Sambir Simferopol Starokostiantyniv Tchernivtsi Vinnytsia Zaporijjia |